# Grigoris Jeorgatos
Grigoris Jeorgatos (gr.: Γρηγόρης Γεωργάτος; ur. 31 października 1972 w Pireusie) – grecki piłkarz występujący na pozycji pomocnika.

## Kariera klubowa
Jeorgatos karierę rozpoczynał w 1991 roku w pierwszoligowym zespole Panachaiki. W pierwszej lidze zadebiutował 1 września 1991 w przegranym 0:3 meczu z OFI 1925. W sezonie 1993/1994 wraz z zespołem spadł drugiej ligi, ale w kolejnym awansował z nim z powrotem do pierwszej. Na początku 1996 roku został zawodnikiem także pierwszoligowego Olympiakosu. Trzy razy zdobył z nim mistrzostwo Grecji (1997, 1998, 1999,), a także raz Puchar Grecji (1999).
W 1999 roku Jeorgatos przeszedł do włoskiego Interu Mediolan. W Serie A zadebiutował 29 sierpnia 1999 w wygranym 3:0 spotkaniu z Hellasem Werona. 21 listopada 1999 w wygranym 6:0 meczu z US Lecce zdobył swoją pierwszą bramkę w Serie A. Sezon 2000/2001 Jeorgatos spędził na wypożyczeniu w Olympiakosie, z którym wywalczył kolejne mistrzostwo Grecji. Następnie wrócił do Interu, gdzie występował jeszcze przez sezon 2001/2002, podczas którego zajął z nim 3. miejsce w Serie A.
W 2002 roku Jeorgatos został graczem greckiego AEK Ateny. Z kolei na początku 2004 roku powrócił do Olympiakosu, w którym grał do końca kariery w 2007 roku. Przez ten czas zdobył z nim jeszcze trzy mistrzostwa Grecji (2005, 2006, 2007) oraz dwa Puchary Grecji (2005, 2006).

## Kariera reprezentacyjna
W reprezentacji Grecji Jeorgatos zadebiutował 6 września 1995 w wygranym 4:0 meczu eliminacji Mistrzostw Europy 1996 z San Marino, a 3 lutego 1999 w wygranym 2:1 towarzyskim pojedynku z Finlandią strzelił swojego pierwszego gola w kadrze. W latach 1995–2001 w drużynie narodowej rozegrał 35 spotkań i zdobył 3 bramki.